# The Doctor's Perfidy
The Doctor's Perfidy est un film muet américain réalisé par Harry Solter et sorti en 1910.

## Fiche technique
- Réalisation : Harry Solter
- Production : Carl Laemmle
- Date de sortie : 
  -  États-Unis : 16 mai 1910

## Distribution
- Florence Lawrence
- King Baggot
- Owen Moore